# Orthonyx spaldingii
La colaespina de Spalding (Orthonyx spaldingii) es una especie de ave paseriforme de la familia Orthonychidae endémica del noreste de Australia.

## Descripción
Es un pájaro de hábitos terrestres de aspecto inconfundible. Tanto machos como hembras son principalmente de color pardo oscuro con el vientre blanco, y se caracterizan porque el raquis de las plumas de su larga cola sobresale del final del estandarte, lo que da el nombre común al grupo. Los machos también tienen la garganta y el pecho blancos, pero las hembras los tienen de color castaño anaranjado. Ambos presentan un anillo periocular blanco.

## Taxonomía
Se reconocen dos subespecies:
- O. s. spaldingii;
- O. s. melasmenus.

## Distribución y hábitat
La colaespina de Spalding se encuentra confinada en los bosques tropicales de las zonas costeras del noreste de Queensland.

## Comportamiento
Se alimenta principalmente de invertebrados, aunque también consume pequeños vertebrados.
Suele anidar sobre o cerca del suelo, a menudo entre helechos o en troncos caídos y tocones. Su voluminoso nido con cubierta superior está construido con palitos.